# Festival de Málaga 2011
La 14ª edición del Festival de Málaga se celebró ddel 26 de marzo al 2 de abril de 2011 en Málaga, España.

## Jurados

### Sección oficial
- Vicente Aranda
- Ana Álvarez
- Carlos Bardem
- Daniel Sánchez Arévalo
- Gustavo Martín Garzo
- Silvia Abascal
- Verónica Forqué

### Premio de la crítica
- Conchita Casanova
- Francisco Griñán
- Antonio Sempere
- Pablo Bujalance
- Víctor A. Gómez

### Premio especial del jurado joven a la mejor película
- Bárbara Starck
- Coral Benítez
- Joaquín Cabana
- Sergio Martín
- Silvia Álvarez

### Cortometrajes sección oficial y ZonaZine
- Gaby Beneroso
- Rodrigo Rodero
- Yoima Valdés

### Zona Zine
- Roser Aguilar
- Emiliano Allende
- Nausicaa Bonnín

### Documentales
- David Moncasi
- Francisco García Gómez
- Rosa María Calaf

### Territorio Latinoamericano
- Danièle Cauchards
- Rafael Urquiza
- Teresa Toledo

### Videocreación Málaga
- Blanca Montalvo
- Javier Calleja
- Ramón García Domínguez

## Palmarés

### Largometrajes sección oficial
- Biznaga de Oro a la mejor película: Cinco metros cuadrados, de Max Lemcke
- Biznaga de Plata. Premio Especial del Jurado: Catalunya über alles!, de Ramón Térmens
- Biznaga de Plata a la mejor dirección: Tom Fernández, por ¿Para qué sirve un oso?
- Biznaga de Plata a la mejor actriz: Begoña Maestre, por Arriya
- Biznaga de Plata al mejor actor: Fernando Tejero, por Cinco metros cuadrados
- Biznaga de Plata a la mejor actriz de reparto: Geraldine Chaplin, por ¿Para qué sirve un oso?
- Biznaga de Plata al mejor actor de reparto: Jorge Bosch, por Cinco metros cuadrados
- Mención especial: Babou Cham, por Catalunya über alles!
- Biznaga de Plata al mejor guion "Premio Egeda": Pablo Remón y Daniel Remón, por Cinco metros cuadrados
- Premio “Alma” al mejor guionista novel: Enrique Otero y Miguel de Lira, por Crebinsky
- Biznaga de Plata a la mejor banda sonora original: Bingen Mendizábal, por Arriya
- Biznaga de Plata a la mejor fotografía: Gaizka Bourgevad, por Arriya
- Biznaga de Plata al mejor vestuario: Saoia Lara, por Arriya
- Biznaga de Plata al mejor montaje: Ángel Hernández Zoido, por ¿Para qué sirve un oso?
- Biznaga de Plata del Público: Amigos..., de Borja Manso y Marcos Cabotá
- Biznaga de Plata. Premio de la crítica: Cinco metros cuadrados, de Max Lemcke
- Premio especial del jurado joven a la mejor película: Catalunya über alles!, de Ramón Térmens